# 丹麦人俄吉
丹麦人俄吉也作奥吉尔、霍吉尔、霍格尔，是法国中世纪武功歌史诗中的一个重要人物，与其相关的故事出现在敦·德·梅央斯系中一系列关于封建男爵与查理曼战斗的故事中。其原型一般被认为是查理曼之弟卡洛曼一世的手下Autchar，771年卡洛曼死后查理曼吞并了其领地。12世纪初的香颂《丹麦骑士霍吉尔》（La Chevalerie Ogier de Danemarche）称其与查理曼和解，在12世纪晚期的 Les Enfances Ogier 中俄吉因卓越的军事才能而在查理曼的宫廷中备受推崇，他带领法兰克军队战胜了萨拉森人。
扑克牌上的黑桃J，以丹麦人俄吉为人物原型。